# Климатология, хидрология и геоморфология
„Климатология, хидрология и геоморфология“  е катедра по физическа география на Геолого-географски факултет на Софийски университет „Св. Климент Охридски“.
Тя е най-голямата и всеобхватна катедра във факултета, поради тематичното обединение на три природогеографски науки в нея – климатология, хидрология и геоморфология. Основана е през 1973 г. като катедра „Климатология и хидрология“, а от 2001 г. носи сегашното си име, когато бившата вече катедра „Картография и геоморфология“ се разпада. От нея се обособява новата катедра „Картография и ГИС“, а геоморфологията е причислена към дотогавашната катедра „Климатология и хидрология“.

## Научни направления и дейности в катедрата

### Климатология
Основните теми в научната и преподавателската работа в направление Климатология са:
- формиране на регионалните климати;
- режим и пространствено разпределение на климатичните елементи;
- климатична подялба на България;
- качество на атмосферния въздух;
- синоптичен анализ.

### Хидрология
Основните теми в научната и преподавателската работа в направление Хидрология са:
- формиране на речния отток;
- закономерности и колебания в речния отток;
- хидроложка подялба на България;
- подземните води като звено на водния кръговрат;
- опазване и рационално използване на водните ресурси.

### Геоморфология
Основните теми в научната и преподавателската работа в направление Геоморфология са:
- съставяне на Националната геоморфоложка карта на България в М 1:100 000;
- ендогенни и екзогенни земеповърхни форми, геоморфоложкото им картиране;
- седиментологични изследвания и анализи на кватернерни континентални наслаги;
- експертизи за проучвания по ОВОС по направленията „Земя и почви“ и „Геоложка среда“;
- проучване и геоморфоложки експертизи на почвена и линейна ерозия във връзка с тяхното ограничаване за запазване на почвеното плодородие.

## Магистърски програми
Към катедрата съществуват две магистърски програми:
- Изменения на климата и управление на водите
- Геоморфология

## Настоящи членове на катедрата
- проф. д-р Нина Николова – климатолог (работи в катедрата от 2001 г.)
- доц. д-р Ахинора Балтакова – геоморфолог (работи в катедрата от 2011 г.)
- доц. д-р Калина Радева – хидролог (работи в катедрата от 2008 г.)
- гл. ас. д-р Димитър Кренчев – геоморфолог (работи в катедрата от 2017 г.)
- гл. ас. д-р Звезделина Марчева – хидролог (работи в катедрата от 2023 г.)
- гл. ас. д-р Христо Попов – климатолог (работи в катедрата от 2013 г.)
- гл. ас. д-р Симеон Матев – климатолог (работи в катедрата от 2019 г.)
- ас. Антоана Димитрова – климатолог (работи в катедрата от 2023 г.)
- ас. Илия Тамбураджиев – геоморфолог (работи в катедрата от 2023 г.)

## Бивши членове на катедрата с големи заслуги
- проф. дгн Георги Балтаков – геоморфолог
- проф. д-р Георги Рачев – климатолог
- проф. д-р Димитър Димитров – климатолог
- проф. д-р Димитър Топлийски – климатолог
- проф. д-р Диню Канев – геоморфолог
- проф. д-р Нели Христова – хидролог
- проф. д-р Петър Пенчев – хидролог
- проф. д-р Росица Кендерова – геоморфолог
- доц. д-р Бистра Векилска – климатолог
- доц. д-р Даниела Златунова – хидролог
- доц. д-р Иван Пенков – хидролог
- доц. д-р Кирил Стойчев – хидролог
- доц. д-р Мария Калинова – хидролог